# Mistrzostwa Azji w Rugby 7 Mężczyzn 2017
Mistrzostwa Azji w Rugby 7 Mężczyzn 2017 (Asia Rugby Sevens Series 2017) – dziewiąte mistrzostwa Azji w rugby 7 mężczyzn, oficjalne międzynarodowe zawody rugby 7 o randze mistrzostw kontynentu organizowane przez Asia Rugby mające na celu wyłonienie najlepszej męskiej reprezentacji narodowej w tej dyscyplinie sportu w Azji. Zostały rozegrane w formie trzech rankingowych turniejów rozegranych wraz z zawodami kobiet pomiędzy 1 września a 15 października 2017 roku.
Jedynym zespołem, który wystąpił we wszystkich trzech finałach, była Japonia. W otwierających sezon zawodach pokonała Hongkong, w drugim turnieju przegrała jednak z Koreą Południową. W ostatnim z nich po raz kolejny spotkali się w finale z Hongkongiem, tym razem ulegając jednak po dogrywce. Korea Południowa zajęła ostatecznie w klasyfikacji generalnej trzecią lokatę, a czołowa dwójka cyklu – zespoły Japonii i Hongkongu – uzyskały awans na Puchar Świata 2018 oraz do turnieju kwalifikacyjnego do World Rugby Sevens Series sezonu 2018/2019 rozegranego wraz z Hong Kong Sevens 2018, Japończycy dodatkowo także do Singapore Sevens 2018. Najwięcej punktów w sezonie (131) zdobył Chińczyk Changshun Shan, w klasyfikacji przyłożeń z dwudziestoma zwyciężył zaś reprezentujący Japonię Siosifa Lisala.
Jako najwyżej sklasyfikowani członkowie Commonwealth Sri Lanka oraz Malezja zyskały prawo gry w turnieju rugby 7 na Igrzyskach Wspólnoty Narodów 2018.

## Informacje ogólne
W walce o tytuł mistrzowski wzięło udział osiem zespołów, a cykl składał się z trzech rankingowych turniejów. Mistrzem Azji została drużyna, która po rozegraniu trzech rankingowych turniejów – w Hongkongu, Incheon i Kolombo – zgromadziła najwięcej punktów, które były przyznawane za zajmowane w nich miejsca. W przypadku tej samej liczby punktów w klasyfikacji generalnej lokaty zainteresowanych drużyn były ustalane kolejno na podstawie:
- wyników spotkań pomiędzy zainteresowanymi drużynami;
- lepszego bilansu punktów zdobytych i straconych w tych spotkaniach;
- lepszego bilansu punktów zdobytych i straconych we wszystkich spotkaniach sezonu;
- lepszego bilansu przyłożeń zdobytych i straconych we wszystkich spotkaniach sezonu;
- większej liczby zdobytych punktów we wszystkich spotkaniach sezonu;
- większej liczby zdobytych przyłożeń we wszystkich spotkaniach sezonu;
- rzutu monetą.

| Miejsce | Punkty |
| ------- | ------ |
| 1       | 12     |
| 2       | 10     |
| 3       | 8      |
| 4       | 7      |
| 5       | 5      |
| 6       | 4      |
| 7       | 2      |
| 8       | 1      |

W każdych zawodach drużyny rywalizowały w pierwszym dniu systemem kołowym w ramach dwóch czterozespołowych grup, po czym po dwie czołowe z każdej z nich awansowały do półfinałów, a pozostała czwórka zmierzyła się w walce o Plate.  W fazie grupowej spotkania toczone były bez ewentualnej dogrywki, za zwycięstwo, remis i porażkę przysługiwały odpowiednio cztery, dwa i jeden punkt, brak punktów natomiast za nieprzystąpienie do meczu. Przy ustalaniu rankingu po fazie grupowej w przypadku tej samej liczby punktów lokaty zespołów były ustalane kolejno na podstawie:
- wyniku meczu pomiędzy zainteresowanymi drużynami;
- lepszego bilansu punktów zdobytych i straconych;
- lepszego bilansu przyłożeń zdobytych i straconych;
- większej liczby zdobytych punktów;
- większej liczby zdobytych przyłożeń;
- rzutu monetą.

W przypadku remisu w fazie pucharowej organizowana była dogrywka składająca się z dwóch pięciominutowych części, z uwzględnieniem reguły nagłej śmierci. Wszystkie mecze, także finałowe, składały się z dwóch siedmiominutowych części.
Przystępujące do turnieju reprezentacje mogły liczyć maksymalnie dwunastu zawodników. Rozstawienie w każdych zawodach następowało na podstawie wyników poprzedniego turnieju, a w przypadku pierwszych zawodów – na podstawie rankingu z poprzedniego roku.
W cyklu miało wziąć siedem czołowych zespołów z ubiegłego sezonu oraz zwycięzca rozegranych na początku 2017 roku kwalifikacji. Odbyły się one w formie turnieju zorganizowanego w Doha na początku marca 2017 roku i zwycięsko z niego wyszli prowadzenie przez Frano Botica reprezentanci Filipin zyskując tym samym awans do serii turniejów o mistrzostwo kontynentu.

## Turnieje

### Hong Kong Asian Sevens 2017
| Miejsce | Reprezentacja    |
| ------- | ---------------- |
| 1       | Japonia          |
| 2       | Hongkong         |
| 3       | Korea Południowa |
| 4       | Chiny            |
| 5       | Sri Lanka        |
| 6       | Filipiny         |
| 7       | Malezja          |
| 8       | Chińskie Tajpej  |

|  |                  |                  |           |                   |    |          |          |       |
|  | Półfinały        | Półfinały        | Półfinały |                   |    | Finał    | Finał    | Finał |
|  | Półfinały        | Półfinały        | Półfinały |                   |    | Finał    | Finał    | Finał |
|  |                  |                  |           |                   |    |          |          |       |
|  |                  |                  |           |                   |    |          |          |       |
|  | Korea Południowa | Korea Południowa | 17        |                   |    |          |          |       |
|  | Korea Południowa | Korea Południowa | 17        |                   |    |          |          |       |
|  | Hongkong         | Hongkong         | 22        |                   |    |          |          |       |
|  | Hongkong         | Hongkong         | 22        |                   |    | Hongkong | Hongkong | 12    |
|  |                  |                  |           |                   |    | Hongkong | Hongkong | 12    |
|  |                  |                  | Japonia   | Japonia           | 19 |          |          |       |
|  | Japonia          | Japonia          | Japonia   | Japonia           | 19 | 40       |          |       |
|  | Japonia          | Japonia          |           |                   |    |          |          |       |
|  | Chiny            | Chiny            | 5         |                   |    |          |          |       |
|  | Chiny            | Chiny            | 5         | Mecz o 3. miejsce |    |          |          |       |
|  |                  |                  |           |                   |    |          |          |       |
|  |                  |                  |           |                   |    |          |          |       |
|  |                  |                  |           |                   |    |          |          |       |
|  | Korea Południowa | Korea Południowa | 14        |                   |    |          |          |       |
|  | Korea Południowa | Korea Południowa | 14        |                   |    |          |          |       |
|  | Chiny            | Chiny            | 7         |                   |    |          |          |       |
|  | Chiny            | Chiny            | 7         |                   |    |          |          |       |

### Korea Sevens 2017
| Miejsce | Reprezentacja    |
| ------- | ---------------- |
| 1       | Korea Południowa |
| 2       | Japonia          |
| 3       | Hongkong         |
| 4       | Chiny            |
| 5       | Sri Lanka        |
| 6       | Malezja          |
| 7       | Filipiny         |
| 8       | Chińskie Tajpej  |

|  |                  |                  |                  |                   |    |         |         |       |
|  | Półfinały        | Półfinały        | Półfinały        |                   |    | Finał   | Finał   | Finał |
|  | Półfinały        | Półfinały        | Półfinały        |                   |    | Finał   | Finał   | Finał |
|  |                  |                  |                  |                   |    |         |         |       |
|  |                  |                  |                  |                   |    |         |         |       |
|  | Hongkong         | Hongkong         | 7                |                   |    |         |         |       |
|  | Hongkong         | Hongkong         | 7                |                   |    |         |         |       |
|  | Japonia          | Japonia          | 19               |                   |    |         |         |       |
|  | Japonia          | Japonia          | 19               |                   |    | Japonia | Japonia | 12    |
|  |                  |                  |                  |                   |    | Japonia | Japonia | 12    |
|  |                  |                  | Korea Południowa | Korea Południowa  | 17 |         |         |       |
|  | Korea Południowa | Korea Południowa | Korea Południowa | Korea Południowa  | 17 | 33      |         |       |
|  | Korea Południowa | Korea Południowa |                  |                   |    |         |         |       |
|  | Chiny            | Chiny            | 12               |                   |    |         |         |       |
|  | Chiny            | Chiny            | 12               | Mecz o 3. miejsce |    |         |         |       |
|  |                  |                  |                  |                   |    |         |         |       |
|  |                  |                  |                  |                   |    |         |         |       |
|  |                  |                  |                  |                   |    |         |         |       |
|  | Hongkong         | Hongkong         | 22               |                   |    |         |         |       |
|  | Hongkong         | Hongkong         | 22               |                   |    |         |         |       |
|  | Chiny            | Chiny            | 17               |                   |    |         |         |       |
|  | Chiny            | Chiny            | 17               |                   |    |         |         |       |

### Sri Lanka Sevens 2017
| Miejsce | Reprezentacja    |
| ------- | ---------------- |
| 1       | Hongkong         |
| 2       | Japonia          |
| 3       | Sri Lanka        |
| 4       | Korea Południowa |
| 5       | Filipiny         |
| 6       | Malezja          |
| 7       | Chiny            |
| 8       | Chińskie Tajpej  |

|  |                  |                  |           |                   |    |         |         |       |
|  | Półfinały        | Półfinały        | Półfinały |                   |    | Finał   | Finał   | Finał |
|  | Półfinały        | Półfinały        | Półfinały |                   |    | Finał   | Finał   | Finał |
|  |                  |                  |           |                   |    |         |         |       |
|  |                  |                  |           |                   |    |         |         |       |
|  | Japonia          | Japonia          | 15        |                   |    |         |         |       |
|  | Japonia          | Japonia          | 15        |                   |    |         |         |       |
|  | Korea Południowa | Korea Południowa | 10        |                   |    |         |         |       |
|  | Korea Południowa | Korea Południowa | 10        |                   |    | Japonia | Japonia | 14    |
|  |                  |                  |           |                   |    | Japonia | Japonia | 14    |
|  |                  |                  | Hongkong  | Hongkong          | 19 |         |         |       |
|  | Hongkong         | Hongkong         | Hongkong  | Hongkong          | 19 | 26      |         |       |
|  | Hongkong         | Hongkong         |           |                   |    |         |         |       |
|  | Sri Lanka        | Sri Lanka        | 12        |                   |    |         |         |       |
|  | Sri Lanka        | Sri Lanka        | 12        | Mecz o 3. miejsce |    |         |         |       |
|  |                  |                  |           |                   |    |         |         |       |
|  |                  |                  |           |                   |    |         |         |       |
|  |                  |                  |           |                   |    |         |         |       |
|  | Korea Południowa | Korea Południowa | 5         |                   |    |         |         |       |
|  | Korea Południowa | Korea Południowa | 5         |                   |    |         |         |       |
|  | Sri Lanka        | Sri Lanka        | 22        |                   |    |         |         |       |
|  | Sri Lanka        | Sri Lanka        | 22        |                   |    |         |         |       |

## Klasyfikacja generalna
| Miejsce | Reprezentacja    | Punkty | Punkty | Punkty | Punkty |
| Miejsce | Reprezentacja    | HKG    | KOR    | SRI    | Ogółem |
| ------- | ---------------- | ------ | ------ | ------ | ------ |
| 1       | Japonia          | 12     | 10     | 10     | 32     |
| 2       | Hongkong         | 10     | 8      | 12     | 30     |
| 3       | Korea Południowa | 8      | 12     | 7      | 27     |
| 4       | Sri Lanka        | 5      | 5      | 8      | 18     |
| 5       | Chiny            | 7      | 7      | 2      | 16     |
| 6       | Filipiny         | 4      | 2      | 5      | 11     |
| 7       | Malezja          | 2      | 4      | 4      | 10     |
| 8       | Chińskie Tajpej  | 1      | 1      | 1      | 3      |